# 向元瑚
向元瑚（小橋川親雲上朝安，1784年—1842年）是琉球國第二尚氏王朝的宮廷畫師，多位琉球國王的御後繪皆出自其筆下。他亦擅長花鳥畫，其得意作品為《虎之圖》
，又有《壽老人圖》、《竹朝顏鴛鴦圖》等作品。但他所有作品已毀於沖繩島戰役，現時只有部份畫作的照片傳世

## 作品
- 尚圓王，繪於1796年
- 尚真王，繪於1796年
- 尚元王，繪於1796年
- 尚寧王，繪於1796年
- 尚豐王，繪於1796年
- 尚貞王，繪於1796年
- 尚敬王，繪於1796年
- 尚穆王，繪於1796年